# Conan Stevens

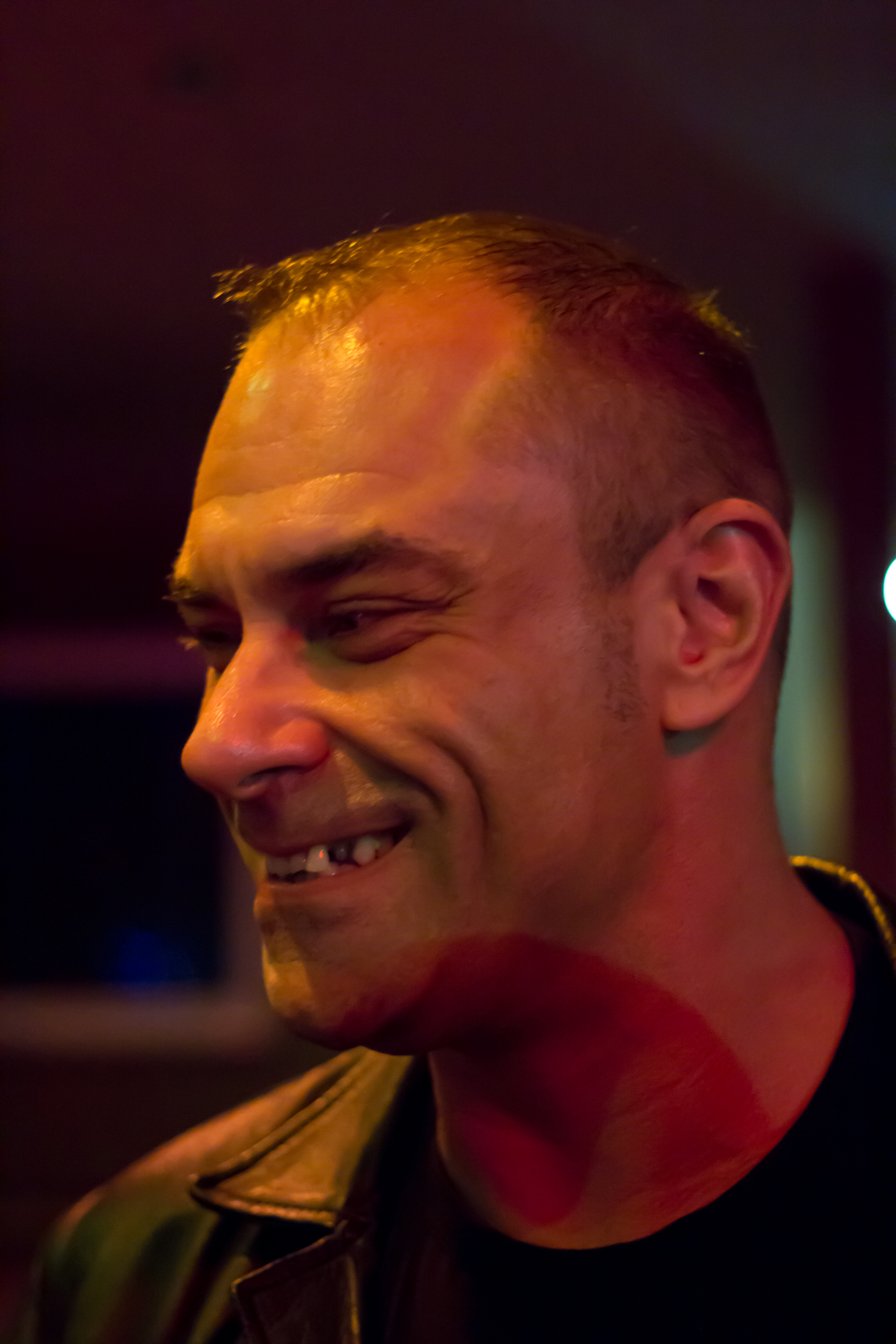
Conan Stevens (2012)

Mark „Conan“ Stevens (* 30. November 1969 in Newcastle, New South Wales) ist ein australischer Schauspieler und ehemaliger Wrestler. Der 2,14-Meter-Mann hat deutsch-britische Vorfahren.

## Karriere
Conan studierte an der Universität von Newcastle Drama. Seine ersten schauspielerischen Erfahrungen vor der Kamera sammelte er in der Comedy-Sendung Super Hubert Cancer Fund Raiser. Einige Jahre später schrieb er einige Stücke für die Sydney Dance Company, dessen Direktor er einst zufällig begegnet war. Während seiner Zeit bei der Sydney Dance Company gewann Stevens die Australian Professional Wrestling Championship, sowohl Tag-Team als auch den Heavyweight-Titel. Immer wieder zurückkehrenden Nervenverletzungen aufgrund des Muskelaufbaus zwangen ihn zu langen Pausen, sodass er niemals die Aufmerksamkeit größerer Wrestling-Agenturen auf sich lenken konnte. Zwölf Jahre war er professioneller Wrestler.
Nach seiner Wrestler-Karriere widmete er sich erneut stärker der Schauspielerei. Er ging nach Thailand und spielte in mehreren Filmen mit, meistens in kleinere Rollen, etwa als Bodyguard oder Schläger. Einem breiteren Publikum wurde er in der ersten Staffel von Game of Thrones als Gregor Clegane und in Spartacus: Blood and Sand als Sedullus bekannt. Im ersten Teil der Hobbit-Trilogie Der Hobbit – Eine unerwartete Reise spielte er den Ork Bolg, im dritten Teil Der Hobbit: Die Schlacht der Fünf Heere den Meister der Festung Dol Guldur.

## Filmografie
- 2005: Marvel’s Man-Thing (Man-Thing, Fernsehfilm)
- 2007: Die Schatzinsel (L'île aux trésors)
- 2007: The Bodyguard 2
- 2008: Somtum
- 2008: Muay Thai Killer (Hanuman klook foon)
- 2008: Drona
- 2008: E-Tim tai nae
- 2009: Chandni Chowk to China
- 2009: 5 huajai hero
- 2009: Bangkok Adrenaline
- 2010: True Legend (Su Qi-er)
- 2011: Largo Winch II – Die Burma Verschwörung (Largo Winch II)
- 2011: Game of Thrones (Fernsehserie, 2 Episoden)
- 2012: Spartacus (Fernsehserie, Episode 2x07)
- 2012: Der Hobbit – Eine unerwartete Reise (The Hobbit: An Unexpected Journey)
- 2013: Die Bibel (The Bible, Miniserie, Episode 1x04)
- 2013: Vikingdom – Schlacht um Midgard (Vikingdom)
- 2014: Son of God
- 2014: Mystic Blade
- 2014: Skin Trade
- 2014: Der Hobbit: Die Schlacht der Fünf Heere (The Hobbit: The Battle of the Five Armies)
- 2015: Brothers
- 2015: Runestone: Sizzle Reel (Fernsehserie, Pilotfolge)
- 2016–2017: Encantadia (Fernsehserie, neun Episoden)
- 2017–2018: Super Ma’am (Fernsehserie, zehn Episoden)
- 2018: Buffalo Boys
- 2018: Victor Magtanggol (Fernsehserie, drei Episoden)
- 2018: Dead Squad: Temple of the Undead
- 2019: Empty by Design

## Erfolge

### Titel
Australian Professional Wrestling Championship
- Tag-Team (Titel dreimal verteidigt)
- Heavyweight (Titel dreimal verteidigt)

## Trivia
Er hielt von 1989 bis 1993 den Biertrinker-Rekord der Universität von Newcastle und war 1986 Schachchampion seiner Schule.